# Andrievs Niedra
Andrievs Niedra (Parròquia de Tirza Gulbene, Livònia, 8 de febrer de 1871 - Riga, Letònia, 2 de setembre de 1942) fou un important escriptor, poeta i dramaturg letó, pastor luterà i primer ministre del govern titella alemany a Letònia entre l'abril i el juny de 1919, durant la Guerra de la Independència de Letònia.
Va publicar una primera col·lecció de poemes quan només tenia disset anys, i encara era un adolescent quan les seves històries, basades en la història i en el folklore, començaren a ser editades al diari Baltijas Vēstnesis. Entre el 1890 i el 1899 estudià teologia a la Universitat de Dorpat (actual Tartu). Estèticament barrejant la fantasia realista amb l'idealisme, les seves històries, crítiques i obres de teatre sovint tracten sobre la formació d'una intel·liguèntsia letona i de la situació dels pagesos respecte dels dominadors bàltico-alemanys. Convençut que la societat només pot desenvolupar-se per evolució més que no pas per revolució, Niedra era un feroç opositor del socialisme i fou considerat un reaccionari en una societat cada cop més revolucionària.
Després de col·laborar amb les autoritats militars alemanyes i en la seva derrota, va haver de fugir de Letònia. Quan tornà, el 1924, fou jutjat per traïció i desterrat. A l'exili, pastor d'una congregació alemanya a Prússia Oriental, es feu ciutadà alemany i va escriure una llarga obra titulada Tautas nodevēja atmiņas (Memòries d'un traïdor a la nació), la primera edició de la primera part fou destruïda pel dictador Kārlis Ulmanis, després del cop d'estat el 15 de maig de 1934, i les seves obres foren prohibides. Niedra tornà a Letònia durant l'ocupació de Letònia per les tropes nazis durant la Segona Guerra Mundial i finalment morí a Riga poc després.